# Barbara Sochaczewska
Barbara Sochaczewska, po mężu Broniak (ur. 7 marca 1953) – polska lekkoatletka, specjalizująca się w skoku w dal, mistrzyni Polski.

## Kariera sportowa
Była zawodniczką Legii Warszawa.
Na mistrzostwach Polski seniorek na otwartym stadionie zdobyła cztery medale - złoty w skoku w dal w 1977, srebrny w sztafecie 4 x 100 metrów w 1977, brązowe w sztafecie 4 x 100 metrów w 1976 i 1978. 
Rekord życiowy w skoku w dal: 6,45 (30.07.1977).